# James Topping
Pas d'image ? Cliquez ici

a Compétitions nationales et continentales officielles uniquement.

b Matchs officiels uniquement.
Dernière mise à jour le 17 septembre 2018.
James Andrew Topping, est né le 18 décembre 1974 à Belfast (Irlande du Nord). C’est un joueur de rugby à XV, qui joue avec l'équipe d'Irlande depuis 1996, évoluant au poste d'ailier (1,80 m et 95 kg).

## Carrière
Il a eu sa première cape internationale à l’occasion d’un test match le 12 novembre 1996 contre l'équipe des Samoa. 
Il participe au Tournoi des Cinq Nations en 1997.
James Topping jouait avec Ulster Rugby en Coupe d'Europe et en Celtic league.
Il a disputé 43 matches de Coupe d'Europe.

### Clubs successifs
- Ulster Rugby  Irlande 1995-1998
- Ulster Rugby  Irlande 1999-2006

## Palmarès
(au 30.06.2006) 
- 8 sélections
- 1 essai
- 5 points
- Sélections par années : 2 en 1996, 3 en 1997, 1 en 1999, 1 en 2000, 1 en 2003
- Tournoi des Cinq Nations disputé: 1997.
- Participation à la coupe du monde de 1999 (1 match, 1 comme titulaire).